# Lưu Chấn Khởi
Lưu Chấn Khởi (sinh ngày 18 tháng 5 năm 1946) là Thượng tướng Không quân Quân Giải phóng Nhân dân Trung Quốc (PLAAF). Ông từng giữ chức Phó Chủ nhiệm Tổng cục Chính trị PLA.

## Tiểu sử
Lưu Chấn Khởi sinh ngày 18 tháng 5 năm 1946, người thôn Tây Tiên Trang, thành phố cấp huyện Hoàng Hoa, tỉnh Hà Bắc. Tháng 9 năm 1965 đến tháng 6 năm 1970, ông học tại Học viện Công nghiệp Bắc Kinh (nay là Viện Công nghệ Bắc Kinh). Tháng 4 năm 1966, ông gia nhập Đảng Cộng sản Trung Quốc. Tháng 8 năm 1970, ông tham gia Quân Giải phóng Nhân dân Trung Quốc, trở thành chiến sĩ Không quân PLA. Ông từng giữ chức Chính ủy Trung đoàn Pháo cao xạ, Chính ủy Sư đoàn 15 Pháo cao xạ, Chính ủy Sư đoàn 33 Lực lượng hàng không Không quân PLA và Phó Chính ủy Sở Chỉ huy Côn Minh Không quân PLA.
Tháng 6 năm 1990, ông được bổ nhiệm làm Chính ủy Sở Chỉ huy Côn Minh Không quân PLA. Tháng 12 năm 1992, ông được bổ nhiệm giữ chức Ủy viên Thường vụ Đảng ủy Không quân Quân khu, Chủ nhiệm Chính trị Không quân Quân khu Thành Đô. Tháng 3 năm 1996, ông được bổ nhiệm làm Chính ủy Quân đoàn 7 Không quân PLA. Tháng 12 năm 1997, ông được bổ nhiệm giữ chức Ủy viên Thường vụ Đảng ủy Không quân Quân khu, Phó Chính ủy Không quân Quân khu Quảng Châu.
Tháng 7 năm 2001, ông được bổ nhiệm làm Bí thư Đảng ủy Không quân Quân khu, Chính ủy Không quân Quân khu Lan Châu. Tháng 7 năm 2002, ông kiêm nhiệm chức vụ Ủy viên Thường vụ Đảng ủy Quân khu, Phó Chính ủy Quân khu Lan Châu.
Tháng 7 năm 2004, ông được bổ nhiệm làm Ủy viên Đảng ủy Tổng cục Chính trị PLA, Trợ lý Chủ nhiệm Tổng cục Chính trị PLA. Tháng 12 năm 2005, ông được bổ nhiệm giữ chức Ủy viên Đảng ủy Tổng cục Chính trị PLA, Phó Chủ nhiệm Tổng cục Chính trị PLA.
Tháng 8 năm 2011, ông được bổ nhiệm làm Phó Chủ nhiệm Ủy ban Giáo dục, Khoa học, Văn hóa và Y tế của Quốc hội khóa XI nhiệm kỳ 2008-2013. Tháng 3 năm 2013, ông được bầu làm Ủy viên Ủy ban Thường vụ Quốc hội khóa XII nhiệm kỳ 2013-2018.
Ông là Ủy viên dự khuyết Ban Chấp hành Trung ương Đảng Cộng sản Trung Quốc khóa XVII. Ông cũng là đại biểu Quốc hội khóa XI (2008-2013).

## Lịch sử thụ phong quân hàm
| Quân hàm |           |        |             |             |              |  |  |  |  |  |  |
| Cấp bậc  | Thượng tá | Đại tá | Thiếu tướng | Trung tướng | Thượng tướng |  |  |  |  |  |  |
|          |           |        |             |             |              |  |  |  |  |  |  |